# Gokkun
Gokkun (ゴックン) is een Japanse term voor een seksuele handeling waarbij een persoon sperma van meerdere mannen opdrinkt of slikt. Het refereert ook aan het doorslikken van sperma na fellatio of deelnemen aan bukkake, hoewel dit een foutieve benaming is voor gokkun.

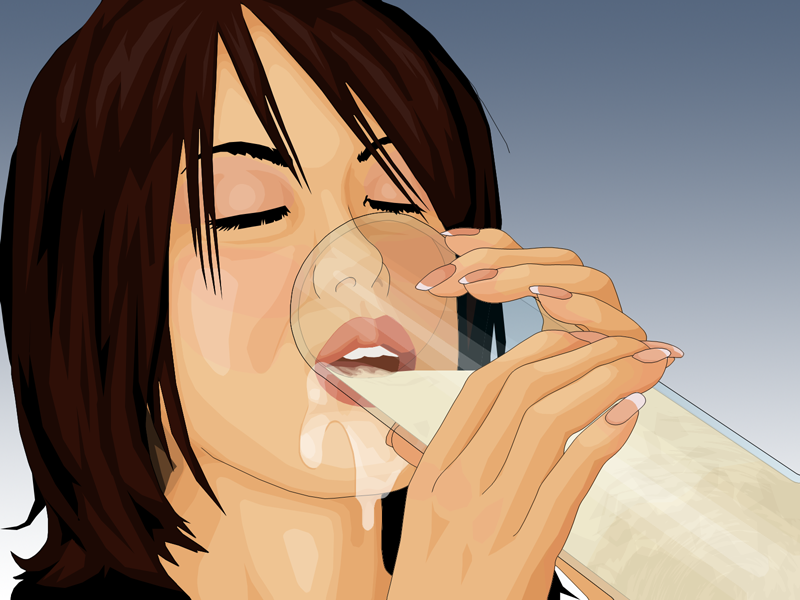
Een vrouw drinkt een grote hoeveelheid sperma uit een glas.

Het woord gokkun is een onomatopee, oftewel een woord dat een klank nabootst, want letterlijk betekent het "slik", het geluid bij slikken, in het Japans.